# Alba Raquel Barros
Alba Raquel Barros (14 de diciembre de 1952, San Juan, Puerto Rico) es una actriz, bailarina y comediante puertorriqueña, actualmente radicada en Estados Unidos.

## Biografía
Nace el 14 de diciembre de 1952 en San Juan, Puerto Rico. Se inicia en el campo histriónico en el Teatro de la Universidad de Puerto Rico, con su participación en la obra del inglés Tennessee Williams Un tranvía llamado deseo. Su preparación artística recorre desde la actuación hasta el ballet, canto, jazz y la rumba flamenca. Al finalizar sus estudios universitarios, la televisión la reclama y forma parte de los elencos más importantes de las producciones locales de la televisora Telemundo. Raquel además participó en una versión en español de Tennessee Williams Un Tranvía Llamado Deseo como un adolescente. Se graduó con un certificado en el teatro de la Universidad de Puerto Rico en 1974.

## Filmografía

### Telenovelas
- 1982 - Yo se que mentía
- 1988 - Alejandra
- 1988 - Angélica, mi vida - Sasha
- 1993 - Tres destinos
- 1994 - Señora tentación
- 2001 - Secreto de amor - Vicky
- 2002 - Gata salvaje
- 2003 - Rebeca
- 2003 - Ángel rebelde - Simona Ramírez
- 2006 - Las dos caras de Ana - Doctora
- 2008 - El rostro de Analía - Dionisia Valdez
- 2010 - Alguien te mira - Gloria "Yoyita"
- 2014 - En otra piel - Guadalupe "Lupe" Cortés

### Cine
- 1992 - Hemingway - Alcor Films (Germany) Aired in U.S.A.
- 1994 - Nicolás y Los Demás -Puerto Rico
- 1997 - Nueva Yol 3 - Aired Puerto Rico/Sto.Domingo/NewYork
- 1997 - Héroes de Otra Patria Puerto Rico
- 1999 - Los Días de Doris Puerto Rico/ Miami
- 2000 - Second Honeymoon CBS Movie of the Week/USA
- 2000 - Entre los Dioses del Desprecio Argentina/P.R.
- 2002 - El Rompecabezas España/Argentina

### Miniseries
- 1984 - Las Divorciadas

### Películas para televisión
- 1998 - El Callejón de los Cuernos- Canal 4 Wapa TV PR
- 1999 - Cundeamor- Canal 11 PR
- 2000 - El Cuco- Canal 4 WAPA TV PR
- 2001 - Padre Astro- Canal 4 WAPA TV PR

### Comedias en televisión
- 1985 - El Kiosko de la Marginal Canal 4 WAPA TV PR
- 1985 - La Tiendita de la Esquina Canal 4 WAPA TV PR
- 1986 - Barrio 4 Calles Canal 4 WAPA TV PR
- 1986 - Juan Ponce Telemundo PR
- 1987 - El Pueblito News Canal 4 PR
- 1998 - Show 1/2 Dia Canal 4 PR
- 2002 - Don Francisco Univisión

### Programas de juegos en TV
- 1973 - Coanfitriona Dale que Dale
- 1985 - Coanfitriona A Millón
- 1991 - Don Francisco

### Teatro
1. 1. 1972- Street Car Named Desire (Stella) Tennessee Williams /UPR PR
  2. 1979- La Carreta (Lydia) René Marquéz/ Bellas Artes PR
  3. 1987- Camino Negro (Myrna) Oscar Viale/ Bellas Artes PR
  4. 1988- Caja de Caudales (Sandra)/ Jaime Carrero / Bellas Artes PR
  5. 1991- Entre Amigas (Elena) Santiago Moncada/ Bellas Artes PR
  6. 1992- Cuchillo de Palo (mama) Jaime Carero/ Bellas Artes PR
  7. 1993- Orinoco (Mina) Emilio Carballido/ Bellas Artes PR
  8. 1997- La Clase del 69 (Gloria) Juan González/ Bellas Artes PR
  9. 1997- Esperando al Italiano H. Mirella/ Bellas Artes PR
  10. 2002- A 2.50 la Cuba Libre Ibrahim Guerra/ "Hoy Como Ayer"- Miami
  11. 2002- A 2.50 la Cuba Libre Ibrahim Guerra/ Babalu Theater - New York

### Radio
- 1972-1973 - WBMJ (FM)- anfitriona con Luis Vigoreaux
- 1982-1984 - Radio Aeropuerto (AM)- anfitriona sabatina
- 1995-2000 - 640 AM anfitriona radionovela
- 2000-Fidelity 95.7 (FM)- anfitriona invitada para programa matutino

## Premios y reconocimientos
- Agueybaná 1985 - Comediante Sobresaliente del Año - (Canal 4) WAPA TV
- Agueybaná 1986- Comediante del Año - (Canal 4) WAPA TV Cemí 1986- Mejor
- Actuación Femenina en Drama - (Miniserie) WAPA TV Cemí 1987- Mejor
- Actuación Protagónica - (Miniseries) Telemundo Cemí 1988- Actriz del Año -
- Telemundo PR Premio Círculo de Críticos de Teatro de Puerto Rico 1990- Mejor actuación femenina en rol secundario.